# Macieira (Santa Catarina)
Macieira es un municipio brasileño del estado de Santa Catarina. Tiene una población estimada al 2022 de 1 778 habitantes. Pertenece a la Región metropolitana de Contestado.

## Historia
Habitada por los pueblos  Xokleng y Kaigang, la localidad fue colonizada en la década de 1930 por familias de origen alemán e italianas nacidos en Urussanga y Lages. La subsistencia de los primeros habitantes estaba garantizada por el trabajo en la agricultura y la tala de bosques. Sembraron maíz, frijol, arroz, trigo, hortalizas.
El municipio fue creado el 30 de marzo de 1992, siendo anteriormente un distrito de Caçador.